# Lindita Arapi
Lindita Arapi (n. 30 iunie 1972, Lushnjë, Regiunea Fier, Albania) este o scriitoare și jurnalistă albaneză. Ea este citată ca un exemplu demn de remarcat al unei generații de scriitori albanezi. Împreună cu contemporanii săi, Ervin Hatibi, Agron Tufa și Rudian Zekthi, Arapi este unul dintre scriitorii avangardei literare din Albania de astăzi. Ea locuiește în Germania de la sfârșitul anilor 1990, unde a publicat mai multe volume de poezie. Prima ei carte de poezie, Am Meer, nachts („Lângă mare, noaptea”; 2007) a fost prima carte de poezie scrisă de o poetă albaneză în limba germană. Primul ei roman, Vajzat me çelës në qafë (2010), tradus în germană în 2012, a fost distins cu Premiul Cartea Anului în Albania.

## Biografie
Născută în Lushnjë, Arapi a studiat limba și literatura albaneză la Universitatea din Tirana între 1990 și 1994. În 1993, Arapi a publicat prima ei carte de poezii. Trei ani mai târziu, s-a mutat în Germania, unde a studiat limba germană la Köln. În același an, 1996, a primit o bursă de la Fundația Heinrich Böll și a fost membru de onoare la un atelier de scriere de la Universitatea din Iowa. A urmat un doctorat în jurnalism (o altă sursă precizează Studii culturale) la Universitatea din Viena, în care s-a ocupat de imaginea Albaniei creată de publicațiile de presă și de carte din țările de limbă germană. În 2010, ea a publicat primul său roman și a tradus, de asemenea, câteva texte în limba germană în albaneză, inclusiv poezii de Günter Grass, Joseph Roth, Elias Canetti și Felicitas Hoppe⁠(d). Ca jurnalistă, Arapi a lucrat ca redactor independent de radio pentru programul albanez al Deutsche Welle, fiind corespondentă la Viena. Ea a fost unul dintre cei 19 autori prezentați la Festivalul Internațional de Literatură de la Berlin în 2012.
Arapi locuiește în Bonn. Este căsătorită și are două fiice. 

## Lucrări alese
- Kufomë lulesh (1993) (poezie)
- Ndodhi në shpirt (1995) (poezie)
- Melodi te heshtjes (1998) (poezie)
- Wie Albanien albanisch wurde. Rekonstruktion eines Albanienbildes. Viena, 2001; Buchpublikation: Marburg 2005, ISBN: 3-8288-8918-2 (eseu)
- Shenjat e dorës (2006) (poezie)
- Am Meer, nachts (2007) ISBN: 3-900986-65-7 (poezie)
- Vajzat me çelës (2010), dt. Schlüsselmädchen. Berlin 2012, ISBN: 978-3-937717-85-2 (roman)